# Landi Renzo
Landi Renzo Sp ДО — італійська компанія, що спеціалізується на виробництві газових систем (LPG або метан) для теплових двигунів. Знаходиться в Кавріаго, в Емілії. З 2007 року котирується на фондовій біржі в індексах FTSE Italia STAR та FTSE Italia Small Cap.
Країна відіграє важливу роль у регіональних та глобальних економічних, військових, культурних та дипломатичних справах, вона є одночасно регіональною та великою державою. Італія є одним із засновників і провідним членом Європейського Союзу, а також членом численних міжнародних організацій, включаючи ООН, НАТО, ОЕСР, ОБСЄ, СОТ, G7, G20, Середземноморський союз, Раду Європи, "Єднання заради консенсусу" та багато інших. Як відображення свого культурного багатства, Італія є домом для 54 об'єктів Всесвітньої спадщини, найбільше у світі, і є п'ятою найбільш відвідуваною країною.

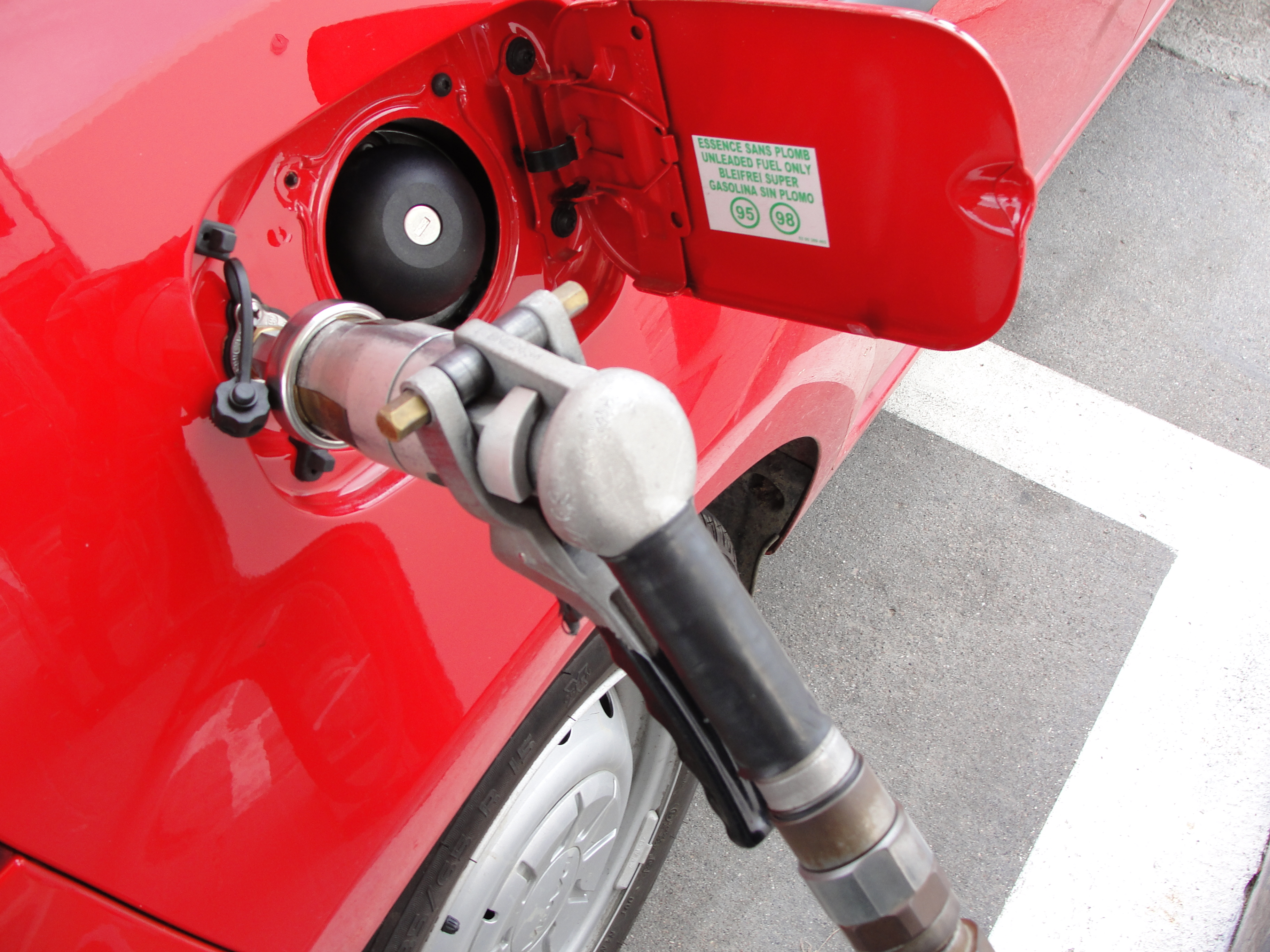
Адаптер LPG, встановлений на отворі бака, підключений до компрессора.

## Історія
Компанія отримала свою назву від Ренцо Ленді, який заснував її в 1954 році. Сім'я Ленді все ще володіє приблизно 74% компанії через траст, який регулюється законодавством острова Джерсі.
Landi Renzo Sp A. також активно працює в Європі, Азії, Америці та займає перше місце в світі за оборотом серед компаній у своєму секторі. Далі йдуть компанії BRC Gas Equipment (170 мільйонів у 2008 році) та Prins Autogassystemen BV (50 мільйонів у 2008 році), надалі продані у 2016 році канадській Westport Fuel Systems (раніше Westport Innovations).

## Економічні дані
Після важкого періоду в 2017 році компанія досягла доходу в 206,29 млн євро і повернулася до прибутку з 3,72 млн євро. Ebitda дорівнює 6,2%. 